# Emangioma
L'emangioma è un tumore, generalmente benigno, costituito da proliferazione dell'endotelio dei vasi sanguigni. Può interessare tutto il corpo. Nell'uso comune è detto anche angioma, data la sua più alta frequenza rispetto ad altre forme, come il linfangioma.

## Tipi
Esistono diverse forme di emangioma studiate in campo medico:
- Angioma rubino
- Emangioma capillare
- Emangioma cavernoso
- Emangioma gigante di Kasabach-Merritt
- Emangioma sclerosante
- Emangioma infantile

### Esami di laboratorio e strumentali
- Ecografia, da dove risulta una formazione iperecogena.
- Tomografia computerizzata, grazie ai progressi ottenuti con tale tecnica si rivela una calcificazione, marcata accentuazione ed un'eterogeneità dell'emangioma.

## Trattamento
Molti emangiomi involvono dopo il primo anno di vita senza alcun intervento lasciando solo una piccola traccia sul corpo.